# Günter Seidler
Günter Seidler (* 9. September 1950 in Bützow) war Fußballspieler in Rostock und Stralsund. Für den FC Hansa Rostock und Vorwärts Stralsund spielte er in der DDR-Oberliga. Er ist sechsfacher Junioren-Nationalspieler.

## Sportlicher Werdegang
Seidler begann seine fußballerische Laufbahn bei der Betriebssportgemeinschaft Lokomotive im heimatlichen Bützow. Als Juniorenspieler gehörte er bereits zum Fußballschwerpunkt seiner Region, dem FC Hansa Rostock, mit dem er 1968 DDR-Juniorenmeister wurde. Damit fiel er als talentierter Abwehrspieler den Verantwortlichen für die DDR-Junioren-Nationalmannschaft auf, und er wurde in deren Kader aufgenommen. Am 12. August 1968 wurde er erstmals in einem Juniorenländerspiel aufgeboten. In der Begegnung DDR – Nordkorea (1:3) im Rahmen eines Turniers sozialistischer Länder in Ungarn spielte er auf der Position des linken Verteidigers. Bis 1969 absolvierte er auf verschiedenen Abwehrpositionen insgesamt sechs Juniorenländerspiele.
In der Saison 1969/70 kam Seidler erstmals im Männerbereich zum Einsatz. In der 2. Mannschaft, die in der zweitklassigen DDR-Liga spielte, hatte er vom ersten Spieltag an einen Stammplatz als Verteidiger. Von den 30 Punktspielen bestritt er 21, in der folgenden Saison 25 von 26 Punktspielen. Erst in seinem dritten Jahr im Männerbereich wurde er auch in der Oberliga eingesetzt. Am 3. Spieltag der Saison 1971/72 wurde er im Spiel FC Carl Zeiss Jena – FC Hansa (2:0) als linker Verteidiger anstelle von Helmut Hergesell aufgeboten. Es blieb in dieser Spielzeit bei einem Erstligaspiel, auch in der 2. Mannschaft spielte er nur dreimal. Sein bestes Jahr bei Hansa hatte Seidler in der Saison 1972/73. Er eroberte seinen Stammplatz in der 2. Mannschaft zurück und kam darüber hinaus zwischen dem 15. und 24. Spieltag zu weiteren fünf Oberligaeinsätzen, von denen er allerdings nur zwei über die volle Distanz bestritt.
Im Rahmen seiner Wehrpflicht wechselte Seidler 1974 zur Armeesportgemeinschaft und zum Oberligakonkurrenten Vorwärts Stralsund. Dort wurde er vom 11. Spieltag (30. November 1974) an in der Oberliga einsetzt und bestritt abwechselnd als rechter oder linker Verteidiger 16 Punktspiele. Als Aufsteiger konnten die Stralsunder den Klassenerhalt nicht sichern, sodass Seidler ab 1975/76 wieder in der DDR-Liga spielen musste. Zum 1. Juli 1978 war Seidler für den DDR-Ligisten TSG Bau Rostock spielberechtigt. Für die Spielzeit 1981/82 übernahm er dort das Amt des Mannschaftskapitäns, im Sommer 1984 beendete er seine Laufbahn als Leistungs-Fußballspieler. Er half anschließend noch bei der 2. Mannschaft der TSG aus.